# 도후치 해협

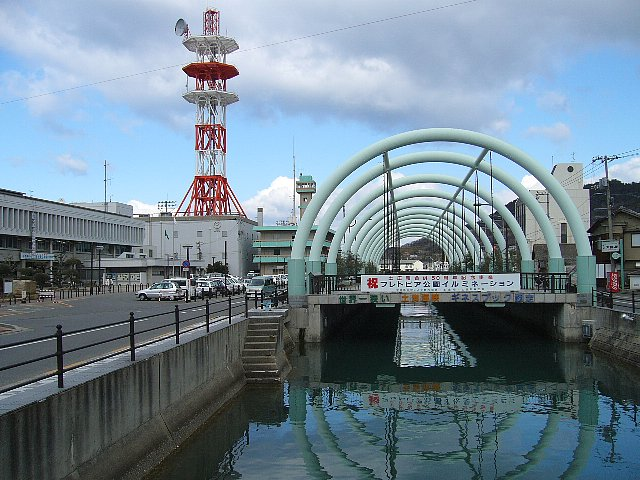
도후치 해협 전경. 왼쪽 건물은 도노쇼 정 사무소이다.

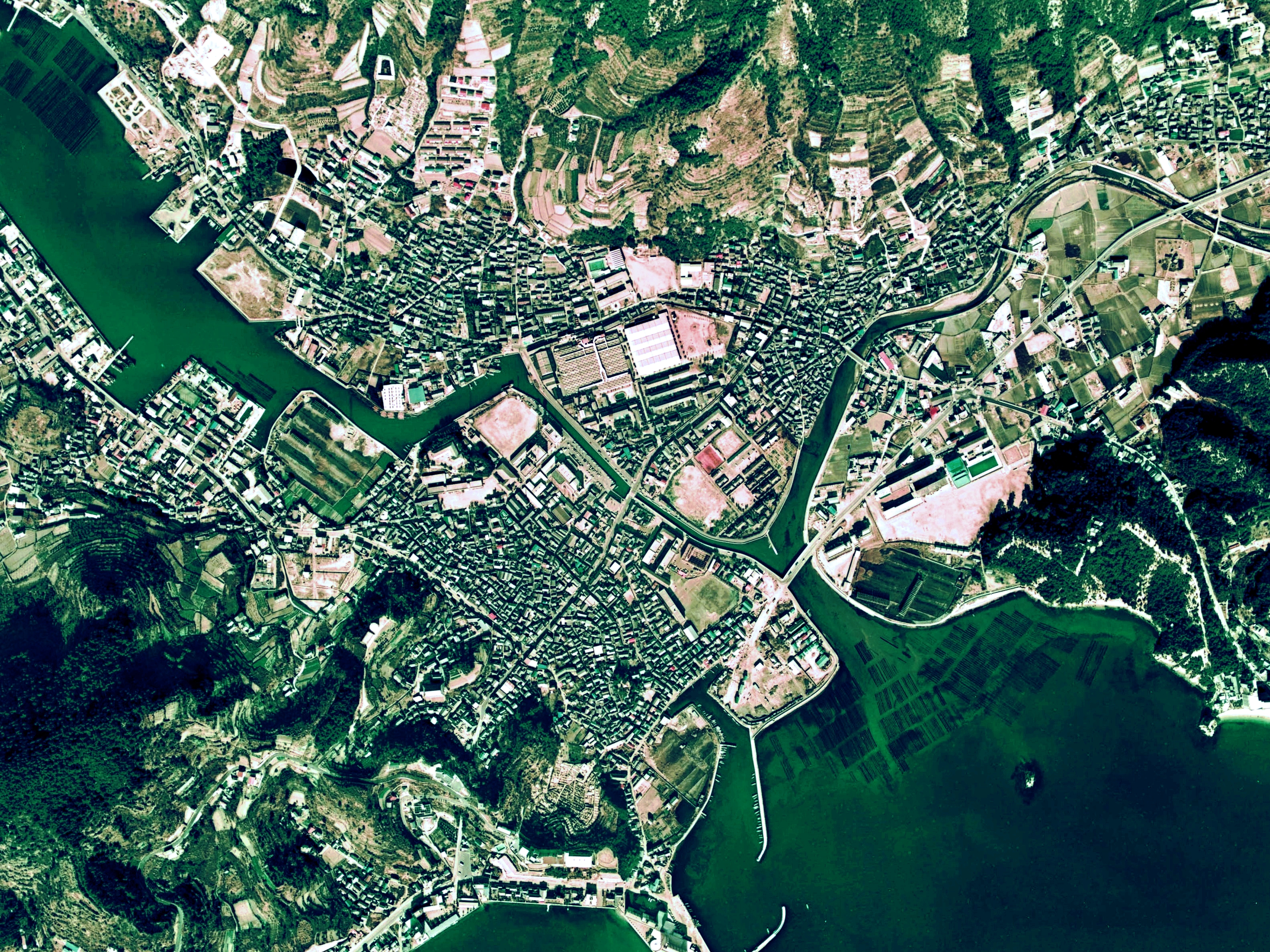
도후치 해협의 항공 사진. (1974년 촬영)

도후치 해협(일본어: 土渕海峡, どふちかいきょう)은 일본 가가와현 쇼즈군 도노쇼정의 쇼도섬(小豆島)과 마에시마 섬(前島) 사이에 있는 해협이다. 길이는 약 2.5킬로미터이며 가장 좁은 곳의 폭이 9.93미터로 세계에서 가장 좁은 해협이기도 하다(최대 폭은 400미터 정도이다). 1996년에 기네스북에 등재되었다.
본디 이름이 없었으나 기네스북 등재를 위하여는 이름이 필요했기 때문에 쇼즈 섬 쪽의 후치자키(渕崎) 지구와 마에시마 섬 쪽의 도노쇼(土庄) 지구에서 한 자씩 따서 명명되었다. 도노쇼 정에서는 횡단증명서를 발행하고 있으며 매년 11월에 개최되는 거북이 마라톤의 출발점으로 사용되고 있다.

## 같이 보기
- 드레이크 해협(세계에서 가장 넓은 해협)